# José Luis Rodríguez Zapatero
José Luis Rodríguez Zapatero (Valladolid, 4 de agosto de 1960) é um político espanhol. Foi o quinto presidente do governo da Espanha, de 2004 até 2011 (cargo equivalente ao de primeiro-ministro em outros países) desde a restauração democrática em 1978. Zapatero chegou ao poder após sua vitória nas eleições gerais da Espanha em 14 de março de 2004. Ele foi oficialmente reconhecido pelo rei Juan Carlos I em 17 de agosto. Foi secretário geral do Partido dos Trabalhadores Socialistas espanhol (PSOE) de 2000 até 2011. Algumas das principais medidas de seu governo foram: a retirada das tropas espanholas do Iraque, o envio de tropas para o Afeganistão e  a articulação pela formação da "Aliança de Civilizações", a legalização do casamento homossexual e uma nova regulamentação para os imigrantes, o início do "processo de paz com o ETA", a "lei antitabaco" e a reforma de "Estatutos de Autonomia", como o da Catalunha.

## Biografia

### Infância e juventude
Rodríguez Zapatero nasceu em Valladolid, Castela e Leão em 4 de agosto de 1960, sendo sua família natural de Leão. Seu pai, Juan Rodríguez García-Lozano, é advogado e sua mãe Purificación Zapatero, morreu em outubro de 2000. Seu avô paterno Juan Rodríguez Lozano, capitão republicano, foi executado pelos nacionalistas, em 18 de agosto de 1936 durante a Guerra Civil Espanhola, por se negar a participar do subjugo de Leão.
Rodríguez Zapatero cresceu em Leão. Estudou o primário no Colégio Discípulas de Jesús de León (1966–1970); O Fundamental e o Ensino Médio no colégio privado Leonés (1970–1977).
Filiou-se ao PSOE pouco depois de completar a maior idade, em 1979. Estudou Direito na Universidade de Leão, obtendo seu diploma em 1982. Depois de diplomar-se, Zapatero foi contratado como professor adjunto de Direito Constitucional na mesma universidade (1982–1986).

### Carreira política
Em 1986 obteve uma vaga no congresso pela província de Leão, se tornando o deputado mais jovem da câmara, permanecendo até recentemente como representante eleito. As sucessivas prorrogações do serviço militar obrigatório, por razões de estudo, terminaram por livrar Zapatero deste, já que se tornou deputado. Em 1989, Zapatero foi designado secretario geral da Federação Socialista Leonesa (FSL), em Leão, depois de uma complexa luta interna que resultou em um longo período de disputas internas, especialmente com os "guerristas" da comarca de Lanciana, que suscitou no que se chamou de pacto de "la mantecada", assinado no Hotel Gaudí na cidade leonesa de Astorga. Foi um golpe de mestre que levou Zapatero a comandar a secretaria provincial leonesa, graças ao apoio da corrente encabeçada por Daniel García e os representantes locais de Ponferrada, Conrado Alonso Buitrón, e de Villablino, Pedro Fernández.
Em 2 de abril de 2011, Zapatero decidiu que não iria concorrer o terceiro mandato, tendo sido designado como seu sucessor à frente do PSOE, o seu vice-presidente e colega de partido Alfredo Pérez Rubalcaba, que perderia as eleições gerais de 2011 para o Partido Popular liderado por Mariano Rajoy.

## Presidência
Zapatero assumiu a presidência em um contexto de tensão, após o país sofrer um atentado terrorista no dia de 11 de março de 2004, fato que marcou a parte final do governo de Aznar e que deixou uma ferida aberta no país.
Primeiro Gabinete de Zapatero:
| Cargo                                                                               | Titular                                                                                         |
| ----------------------------------------------------------------------------------- | ----------------------------------------------------------------------------------------------- |
| Presidente                                                                          | Zapatero                                                                                        |
| Primeiro Vice-Presidente Secretaria dos Conselhos de Ministros Porta-voz do Governo | María Teresa Fernández de la Vega Sanz                                                          |
| Segundo Vice-Presidente Responsável pela Economia e Finanças                        | Pedro Solbes Mira                                                                               |
| Negócios Estrangeiros e Cooperação                                                  | Miguel Ángel Morantinos Cuyuabé                                                                 |
| Juiz Tabelião Prefeito do Reino                                                     | Juan Fernando López Aguliar(2004-2007) Mariano Fernández Bermejo(2007-2008)                     |
| Defesa                                                                              | José Bono Martinez(2004-2006) José Antonio Alonso Suárez(2006-2008)                             |
| Interior                                                                            | José Antonio Alonso Suárez(2004-2006) Alfredo Pérez Rucalba(2006-2008)                          |
| Transportes                                                                         | Magdanela Álvarez Arza                                                                          |
| Educação e Ciência                                                                  | María Jesús San Segundo Gómez de Cadiañanos(2004-2006) Mercedes Cabrera Calvo-Sotelo(2006-2008) |
| Trabalho e Assuntos Sociais                                                         | Jesús Caldera Sánchez-Capitán                                                                   |
| Indústria, Turismo e Comércio                                                       | José Montilla Aguilera(2004-2006) Joan Clos i Matheus(2006-2008)                                |
| Agricultura, Pescas e Alimentação                                                   | Elena Espinosa Mangana                                                                          |
| Saúde e Consumidores                                                                | Elena Salgado Méndez(2004-2007) Bernat Soria Escoms(2007-2008)                                  |
| Habitação                                                                           | María Antonina Trujillo Rincón(2004-2007) Carme Chacón Piqueras(2007-2008)                      |
| Cultura                                                                             | Carmen Calvo Poyato(2004-2007) César Antonio Molina Sánchez(2007-2008)                          |
| Administração Pública                                                               | Jordi Sevilla Segura(2004-2007) Elena Salgado Méndez(2007-2008)                                 |
| Ambiente                                                                            | Cristina Narbona Ruiz                                                                           |

O primeiro ano de Zapatero no poder foi marcado primeiro pela Retirada das Tropas do Iraque, processo que havia começado no governo anterior e terminado no inicio do governo de José Luis, o processo foi concluído em junho do mesmo ano, encerrando assim a participação da Espanha na guerra do Iraque, iniciada no ano de 2003 e tinha como objetivo tirar Saddam Hussein do poder.

## Vida pessoal
Em 27 de janeiro de 1990 Zapatero casou com Sonsoles Espinosa Díaz, filha de um militar (Rafael Espinosa Armendáriz). Sonsoles estudou direito, é cantora de música clássica e é professora de música. O casal tem duas filhas. Sua família preza muito por sua intimidade e evita aparecer nos meios de comunicação.